# Nazionale maschile under 20 di calcio della Repubblica Ceca
La Nazionale di calcio della Repubblica Ceca Under-20 è la rappresentativa calcistica Under-20 della Repubblica Ceca ed è sotto il coordinamento della Federazione calcistica della Repubblica Ceca.

## Partecipazioni ai mondiali Under-20
| Anno   | Piazzamento      | G               | V               | N*              | P               | GF              | GS              |                 |
| ------ | ---------------- | --------------- | --------------- | --------------- | --------------- | --------------- | --------------- | --------------- |
| 1997   | Non qualificata  | Non qualificata | Non qualificata | Non qualificata | Non qualificata | Non qualificata | Non qualificata | Non qualificata |
| 1999   | Non qualificata  | Non qualificata | Non qualificata | Non qualificata | Non qualificata | Non qualificata | Non qualificata | Non qualificata |
| 2001   | Quarti di finale | 5               | 2               | 1               | 2               | 5               | 5               |                 |
| 2003   | Primo turno      | 3               | 0               | 2               | 1               | 2               | 3               |                 |
| 2005   | Non qualificata  | Non qualificata | Non qualificata | Non qualificata | Non qualificata | Non qualificata | Non qualificata | Non qualificata |
| 2007   | Secondo posto    | 7               | 2               | 4               | 1               | 10              | 8               |                 |
| 2009   | Ottavi di finale | 4               | 2               | 2               | 0               | 7               | 5               |                 |
| 2011   | Non qualificata  | Non qualificata | Non qualificata | Non qualificata | Non qualificata | Non qualificata | Non qualificata | Non qualificata |
| 2013   | Non qualificata  | Non qualificata | Non qualificata | Non qualificata | Non qualificata | Non qualificata | Non qualificata | Non qualificata |
| 2015   | Non qualificata  | Non qualificata | Non qualificata | Non qualificata | Non qualificata | Non qualificata | Non qualificata | Non qualificata |
| 2017   | Non qualificata  | Non qualificata | Non qualificata | Non qualificata | Non qualificata | Non qualificata | Non qualificata | Non qualificata |
| 2019   | Non qualificata  | Non qualificata | Non qualificata | Non qualificata | Non qualificata | Non qualificata | Non qualificata | Non qualificata |
| 2023   | Non qualificata  | Non qualificata | Non qualificata | Non qualificata | Non qualificata | Non qualificata | Non qualificata | Non qualificata |
| Totale | 4/13             | 19              | 6               | 9               | 4               | 24              | 21              |                 |

* I pareggi includono anche le partite concluse ai calci di rigore

## Tutte le rose

### Campionato mondiale di calcio Under-20
Campionato del mondo Under-20 20011 Kolář, 2 Hübschman, 3 Křap, 4 Pešír, 5 Silný, 6 Leština, 7 Vidlička, 8 Šírl, 9 Macek, 10 Šedivec, 11 Glos, 12 Lafata, 13 Živný, 14 Polák, 15 Musil, 16 Jun, 17 Besta, 18 Čech, CT: Fitzel
Campionato del mondo Under-20 20031 Daněk, 2 Procházka, 3 Knakal, 4 Hubník, 5 Dosoudil, 6 Sivok, 7 Zachariáš, 8 Latka, 9 Bednář, 10 Rilke, 11 Limberský, 12 Šíma, 13 Fořt, 14 Broschinský, 15 Bílek, 16 Grigar, 17 Volešák, 18 Petržela, 19 Besta, 20 Hubník, CT: Vrba
Campionato del mondo Under-20 20071 Petr, 2 Dohnálek, 3 Kubáň, 4 Mazuch, 5 Šimůnek, 6 Kúdela, 7 Valenta, 8 Held, 9 Fenin, 10 Mareš, 11 Okleštěk, 12 Janda, 13 Mičola, 14 Gecov, 15 Střeštík, 16 Frydrych, 17 Suchý, 18 Pekhart, 19 Kalouda, 20 Cihlář, 21 Fryšták, CT: Soukup
Campionato del mondo Under-20 20091 Vaclík, 2 Lecjaks, 3 Hošek, 4 Mazuch, 5 Čelůstka, 6 Vácha, 7 Chramosta, 8 Morávek, 9 Rabušic, 10 Pekhart, 11 Vošahlík, 12 Mareček, 13 Zeman, 14 Řezník, 15 Heidenreich, 16 Šebek, 17 Wojnar, 18 Fabián, 19 Dreksa, 20 Fantiš, 21 Jakubov, CT: Dovalil